# 비르예르 망누손

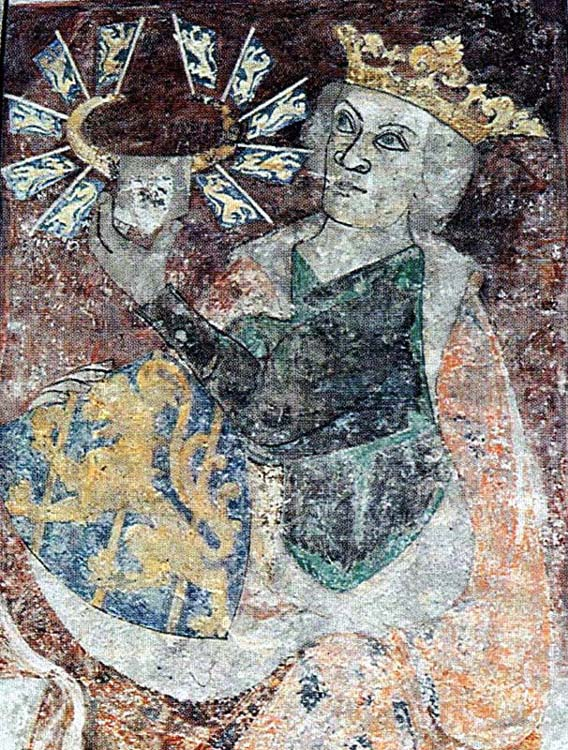
비르예르 망누손

비르예르 망누손(스웨덴어: Birger Magnusson, 1280년 ~ 1321년 5월 31일) 또는 비르예르(Birger)는 스웨덴의 국왕(재위: 1280년 12월 18일 ~ 1318년 3월 또는 1318년 4월)이다. 폴쿵가(Folkung, 비엘보가(Bjelbo)) 출신이다.

## 생애
망누스 3세 국왕과 그의 아내인 홀슈타인의 헬비그(Helvig)의 아들로 태어났다. 1290년에 사망한 망누스 3세의 뒤를 이어 스웨덴의 국왕으로 즉위했다. 즉위 당시에는 나이가 어렸기 때문에 토르길스 크누트손(Torgils Knutsson)이 섭정 역할을 수행했다. 1293년에는 덴마크의 에리크 5세 국왕의 딸인 마르타(Martha)와 결혼했다.
1293년 스웨덴 군대가 이교를 숭상하고 있던 핀란드에 기독교를 전파하기 위해 제3차 스웨덴 십자군 원정에 나섰다. 토르길스 크누트손 총사령관이 이끄는 스웨덴 군대는 카렐리야 서부를 정복했다. 이 과정에서 비르예르 망누손의 형제였던 핀란드의 발데마르 망누손(Valdemar Magnuson, 1280년 ~ 1319년) 공작, 쇠데르만란드의 에리크 망누손(Erik Magnuson, 1282년경 ~ 1318년) 공작 사이에 갈등이 일어나기도 했다.
1308년에는 덴마크 군대가 발데마르 망누손, 에리크 망누손 형제를 포로로 잡았다. 스웨덴의 비르예르 국왕은 자신이 굴욕적인 상황에 처했다며 덴마크 측에 자신의 형제들을 석방해 줄 것을 요구했고 덴마크 군대는 발데마르 망누손, 에리크 망누손 형제를 석방했다. 비르예르 국왕은 왕실의 재산을 포기하는 대신 우플란드 동부, 네르케, 에리크 망누손 공작이 과거에 소유했던 쇠데르만란드, 외스테르예틀란드, 고틀란드섬, 비보르크 성을 맞교환했다.
1318년 발데마르 망누손, 에리크 망누손 형제를 지지하던 세력들이 반란을 일으키면서 왕위에서 물러났다. 비르예르 국왕은 덴마크의 에리크 6세 국왕의 보호를 받으면서 덴마크로 망명하고 만다.
| 전임 망누스 3세 | 스웨덴의 국왕 1290년 ~ 1318년 | 후임 망누스 4세 |